# Pierre Hugon (ingénieur)
Pour les articles homonymes, voir Hugon.
Pierre Hugon, né à Aytré, près de La Rochelle, le 30 août 1824 et mort à Paris (6e arrondissement) le 23 décembre 1901, est un ingénieur civil français. Directeur de la compagnie de gaz de Paris, il est l'inventeur du moteur Hugon, second moteur à combustion interne à être commercialisé.

## Œuvre
Il dépose plusieurs brevets sur des moteurs à explosion, notamment les Brevets s.g.d.g. — 1858 — 1860 — 1861 — 1862. Il s'agit de moteurs à gaz, comportant une pompe à gaz, censés remplacer les machines à vapeur avec le slogan : « Dépense garantie au frein de 1,500 à 1,800 litres de gaz par force de cheval et par heure,. »

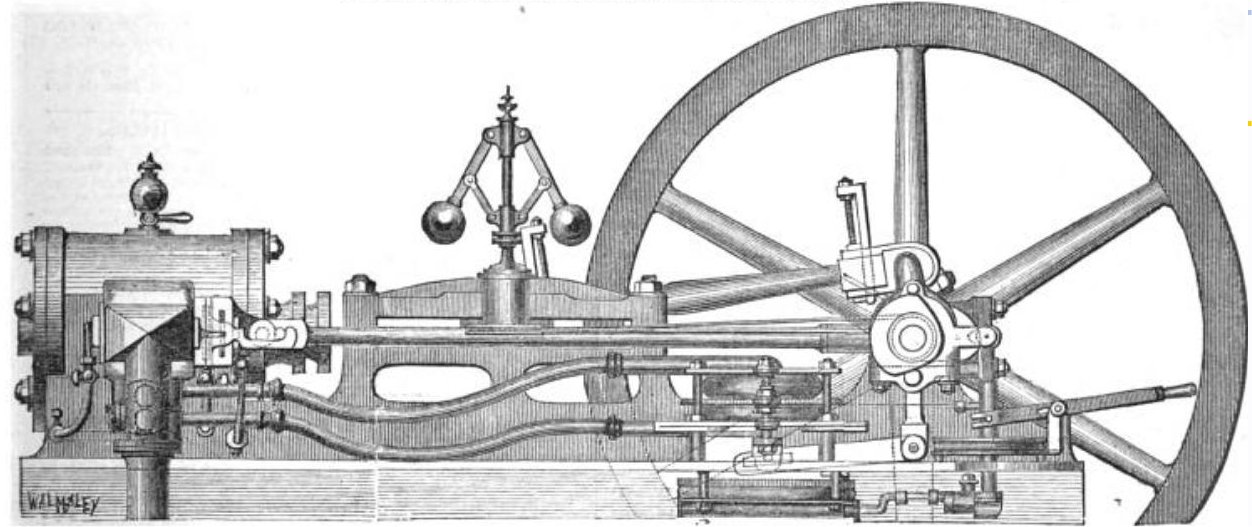
Moteur Hugon de 1871

Son moteur est une machine stationnaire proche de celle d'Étienne Lenoir, utilisées pour les manufactures. À partir de 1860, il commence à déposer des brevets sur des moteurs pour machines mobiles.
Un article de la presse scientifique des deux mondes signé M. Barral, expose en mai 1863 la machine de Pierre Hugon
Ses obsèques sont célébrées dans l'église Saint-Sulpice de Paris.

### Brevets
- Brevet français 210-212 de 1858 « par rapport au pouvoir des moteurs par l'explosion de mélanges gaz / air »[3]
- UK Patent (Brevet britannique) No 1915 de 1860 "Improvements in apparatus for burning gas in carriages, ships, and other moving structures"[3]
- UK Patent No 2902 de 1860 "An improved mode of firing, or igniting, explosive gaseous compounds in motive-power engines"[3]